# Gangsta Bitch Music, Vol. 1
Gangsta Bitch Music, Vol. 1 é a mixtape de estreia da rapper americana Cardi B. Foi lançado em 7 de março de 2016, pela KSR.
Cardi B foi processada por um modelo por supostamente usar sua imagem na capa da mixtape sem sua permissão.

## Faixas
Gangsta Bitch Music, Vol. 1 
| N.º            | Título                                        | Duração |  |
| 1.             | "Intro (Skit)" (featuring The Breakfast Club) | 0:56    |  |
| 2.             | "Trust Issues"                                | 2:24    |  |
| 3.             | "On Fleek"                                    | 2:46    |  |
| 4.             | "Washpoppin"                                  | 3:20    |  |
| 5.             | "Her Perspective (Skit)"                      | 1:30    |  |
| 6.             | "Selfish" (com Josh X)                        | 3:12    |  |
| 7.             | "I Gotta Hurt You"                            | 4:11    |  |
| 8.             | "Foreva"                                      | 3:22    |  |
| 9.             | "Trick (Skit)" (com Haitian V)                | 2:07    |  |
| 10.            | "Trick"                                       | 2:52    |  |
| 11.            | "Lit Thot"                                    | 3:01    |  |
| 12.            | "Sauce Boyz"                                  | 2:53    |  |
| 13.            | "Outro (Skit)" (com Lisa Evers)               | 0:36    |  |
| Duração total: | Duração total:                                | 33:10   |  |

## Desempenho nas paradas
| Parada musical (2017)  | Posição |
| ---------------------- | ------- |
| Top R&B/Hip-Hop Albums | 30      |
| Top Rap Albums         | 20      |
| Independent Albums     | 27      |